# Night Call
"Night Call" is een aflevering van de Amerikaanse televisieserie The Twilight Zone. Het scenario werd geschreven door Richard Matheson gebaseerd op zijn verhaal “Long distance call”.

## Plot

### Opening
Rod Serling introduceert de kijkers aan Elva Keen, een vrouw die alleen leeft in een buitenwijk van London Flats. Tot nu toe bestaat haar leven uit een aantal routinematige bezigheden zoals in bed liggen en in haar rolstoel een boek zitten lezen of naar de radio luisteren. Ze wacht tot er een keer iets anders gebeurt in haar leven. Dat wachten is nu voorbij. Er gaan vreemde dingen gebeuren in haar leven door een mysterieus telefoontje, rechtstreeks vanuit de Twilight Zone.

### Verhaal
Elva Keen, een oude, aan rolstoel gebonden vrouw, ontvangt met regelmaat 's nachts vreemde anonieme telefoontjes. In het begin zegt de persoon die haar belt niets en hoort ze alleen ruis. Later hoort ze iemand kreunen. Pas na een paar telefoontjes hoort ze iemand vaag “hallo” zeggen. Elva probeert geregeld de beller te vragen wie hij is, maar krijgt nooit antwoord. Op een gegeven moment vraagt de beller aan Elva waar ze is en dat hij met haar wil praten. Elva schrikt hier hevig van en schreeuwt tegen de anonieme beller dat hij haar met rust moet laten. Ze bespreekt de telefoontjes met haar verzorgster die dagelijks langskomt maar zij denkt dat het gaat om een storing op de lijn. 
Elva laat haar telefoonbedrijf de telefoontjes traceren. Elva en haar verzorgster bezoeken vervolgens de locatie die het telefoonbedrijf doorgeeft. Tot hun verbazing blijkt dit een kerkhof te zijn. Uiteindelijk vinden ze het graf van Elva’s verloofde Brian Douglas. Een van de telefoonkabels die over het kerkhof zijn gespannen is geknapt en de geknapte kabel ligt nu op Brians graf. Elva herinnert zich de dag dat Brian stierf. Een week voordat ze zouden trouwen raakten ze betrokken bij een auto-ongeluk. Brian overleefde de klap niet en Elva belandde in een rolstoel. Elva vertelt dat ze altijd haar zin wilde hebben en dat Brian altijd deed wat zij vroeg. Op een of andere manier kan Brian haar nu via de kabel bellen vanuit het hiernamaals.
Thuis pakt Elva de telefoon en belt Brian. Ze smeekt hem om met haar te praten. Hij vertelt haar echter dat ze duidelijk heeft gezegd met rust gelaten te willen worden en hij doet altijd wat zij wil. De verbinding wordt verbroken. Elva blijft huilend en alleen achter in haar bed.

### Slot
In zijn slotdialoog vertelt Rod Serling dat God de hemel en de aarde heeft gemaakt, maar dat de mens altijd zijn persoonlijke hel maakt. Dat heeft Elva Keene zojuist gedaan door zich de enige toegang tot haar overleden verloofde te ontzeggen.

## Rolverdeling
- Gladys Cooper: Elva Keene.
- Nora Marlowe: Margaret Phillips
- Martine Bartlett: Miss Finch

## Trivia
- Oorspronkelijk stond deze aflevering gepland voor 22 november 1963. Door de moord op president Kennedy werd de uitzending verplaatst.
- Het einde van het originele verhaal werd aangepast voor de televisieserie. In Mathesons verhaal vertelt de vreemde stem aan de andere kant van de lijn Elva dat hij spoedig langs zal komen.
- Eigenlijk wilde Matheson de originele titel van zijn verhaal behouden. Maar omdat er al een Twilight Zone-aflevering was met de titel "Long Distance Call" werd de titel veranderd.